# Dietrich Schardt
Dietrich Schardt, auch Dietrich Schart bzw. Dietrich Scharte, (* vor 1598; † 1636 in Gleina) war ein deutscher Rittergutsbesitzer und als der Geschwinde Mitglied der 1617 gegründeten Fruchtbringenden Gesellschaft.

## Leben
Dietrich Schardt stammte aus dem meißnischen Adelsgeschlecht Schardt, das bis in das 18. Jahrhundert traditionell auf den Zusatz von verzichtete. Er war einer der fünf Söhne von Christoph Schardt, der Besitzer des Rittersitzes Gleina war. Gemeinsam mit seinem älteren Bruder Balthasar Schardt war er 1592 Besitzer des vom Vater ererbten Gutes, während der Bruder Georg nach Zöbigker zog und dort ein Gut erwarb. Georg Schardt zog Anfang 1598 wieder nach Gleina zurück, nachdem er hier ein eigenes Gut erworben hatte, das kurz darauf an seine beiden Brüder Balthasar und Dietrich fiel, da er im Juli 1598 kinderlos starb.
Da sein Bruder Balthasar immer mehr Schulden machte, darunter mehrere bei Trinkgelagen, sah sich dieser 1619 gezwungen, seinen Anteil am väterlichen Rittersitz in Gleina an Georg Sebastian von Osterhausen zu verkaufen, während Dietrich bis zum Tod kurz vor Weihnachten 1636 die andere Hälfte des Gutes weiterhin besaß. Zuletzt bedrückten auch ihn schwere Schulden.
Sein einziger überlebende Sohn Hans Georg Schardt erbte den väterlichen Besitz, doch starb er bereits im Juli 1637 kinderlos und Gleina fiel dadurch an Balthasar Schardts Sohn Philipp, den Neffen von Dietrich Schardt.
1625 wurde Dietrich Schardt Mitglied der Fruchtbringenden Gesellschaft und blieb dies bis zu seinem Tod.